# 알천
알천(閼川, 577년~?)은 신라(新羅)의 상대등(上大等)이다.
신라 선덕여왕·진덕여왕, 태종무열왕 때의 진골 귀족으로 화백회의 의장인 상대등(上大等)을 역임하였다. 진덕여왕 사후에는 대리청정(섭정)으로 추대되었으나 동생인 태종 무열왕 김춘추(金春秋)에게 양보하였다. 진주 소씨는 알천을 자신들의 조상으로 보고 있다.

## 생애

### 사료 기록
《삼국사기》와 《삼국유사》에 알천의 생애가 부분부분 기록되어 있다.
선덕여왕 5년인 636년에는 백제의 장군 우소(于召)가 군사 5백 여 명을 거느리고 서라벌 근처의 여근곡에 침입해왔다. 선덕여왕이 이를 미리 알고 각간 알천과 필탄에게 병사 2천을 주어 이를 격파하였다. 이후 대장군에 봉해졌다. 638년에는 칠중성에 고구려군이 쳐들어오자 이를 격퇴하고 불안한 민심을 달랬다.
진덕여왕이 즉위한 647년 2월에는 비담의 뒤를 이어 상대등에 올라 국정을 담당하였다.
삼국유사에 따르면 진덕여왕 대에 알천은 김유신, 임종, 술종, 호림, 염장과 함께 화백회의의 일원이었다. 남산 우지암(亏知巖)에서 회의를 하던 어느 날, 큰 범 한마리가 나타나 모두가 놀랐다. 그러나 알천만은 놀라지 않고 범의 꼬리를 잡아 땅에 메쳐 죽였다. 이에 모두가 그를 수석에 앉혔다. 그러나 삼국유사는 다른 화백회의 참석자들이 마음 속으로는 모두 김유신을 따르고 있다고 부연하고 있다.
654년 진덕여왕이 후사 없이 죽자 대소신료들은 상대등 알천에게 섭정을 청하였다. 이에 알천은 "저는 늙고 이렇다 할 덕행이 없습니다. 지금 덕망이 높은 이는 춘추공이니, 세상을 다스릴 뛰어난 인물입니다."라 답하며, 김유신과 논의하여 김춘추를 왕위에 오르게 하였다.

### 소씨 족보의 기록
진주 소씨 족보는 알천이 진지왕 2년인 577년에 태어났으며, 신라의 개국공신 소벌도리의 25세손이라고 기록하고 있다.
"<신유보>에 보면 공은 소백손의 29세손이요, 또한 고허촌장 소벌공(蘇伐公)의 25세손으로 초명은 소알천(蘇閼川)이다."
족보는 김춘추가 태종무열왕으로 즉위한 이후, 알천의 공로를 가상히 여겨 소벌도리를 문열왕(文烈王)에 봉했다고 전한다. 태종무열왕 3년에 알천은 선조 소벌도리가 꿈에서 지목한 진주 도사곡((塗斯谷, 현재 진주시 상대동)으로 이주해 일가를 이뤘다. 조선시대 중기 홍문관, 예문관의 대제학을 역임한 문신 양곡 소세양과 사간원 대사간을 지낸 문신 곤암 소세량은 그의 먼 후손이었다. 묘소는 경상남도 진주시 상대동 선학산록(仙鶴山麓)에 안장되었고, 사후 대각간(大角干)을 지낸 김인문(金仁問)이 그의 비문을 찬하였으나 실전되었다. 그 뒤 1977년 전국 소씨 종친회에서 비석을 재건하였다.

## 보천/보질도와 연관성

### 대산오만진신(臺山五萬眞身)
藏師之返新羅淨神大王太子寳川·孝明二昆弟(…)到河西府, [今溟州亦有河西郡是也. 一作河曲縣, 今蔚州非是也.]世献角干之家留一宿. 翌日過大嶺各領千徒到省烏坪遊覽累日, 忽一夕昆弟二人宻約方外之志, 不令人知逃隱入五䑓山. 古記云 “大和元年戊申八月初王隠山中”. (…) 淨神王之弟與王争位, 國人廢之, 遣將軍四人到山迎之. 先到孝明庵前呼萬歳, 時有五色雲七日垂覆. 國人尋雲而畢至排列鹵薄, 将邀两太子而歸. 寳川哭泣以辞, 乃奉孝明歸即位. 理國有年 記云, 在位二十餘年盖崩年壽二十六之訛也. 在位但十年尓. 又神文之弟爭位事囯史無文, 未詳.以神龍元年 乃唐中宗復位之年, 聖徳王即位四年也.乙巳三月初四日始攺創真如院, 大王親率百寮到山營排殿堂, 并塑泥像文殊大聖安于堂中. (…)
자장법사가 신라로 돌아왔을 때(643년) 정신대왕(淨神大王) 태자 보천(寶川), 효명(孝明) 두 형제가 (중략) 하서부(河西府) [지금의 명주(溟州)에 또한 하서군(河西郡)이 있으니 이곳이다. 혹은 하곡현(河曲縣)이라고 쓰는데, 지금의 울주(蔚州)는 이곳이 아니다.]에 이르러, 세헌(世獻) 각간의 집에서 하룻밤을 머물렀다. 이튿날 큰 고개를 지나 각기 무리 천 명을 거느리고 성오평(省烏坪)에 이르러 여러 날을 유람하더니, 문득 하루 저녁은 형제 두 사람이 속세를 떠날 뜻을 은밀히 약속하고 아무도 모르게 도망하여 오대산에 들어가 숨었다. 고기(古記)에는 “태화(太和) 원년(647년) 무신(戊申) 8월초에 왕이 산중에 숨었다.”고 하였다. (중략) 그 무렵 정신왕의 아우가 왕과 왕위를 다투었는데, 나라사람들이 이를 폐하고 장군 네 사람을 산에 보내 두 왕자를 맞아오게 하였다. [그 사람들이] 먼저 효명의 암자 앞에 이르러 만세를 부르니, 그때 오색구름이 7일 동안이나 [그곳을] 드리워 덮었다. 나라 사람들이 그 구름을 쫓아 모두 와서 의장을 벌여 열을 짓고, 두 태자를 맞이하여 가려고 하였다. 보천은 울면서 굳이 사양하므로 효명을 받들어 돌아와 즉위하게 하였다. [효명이] 나라를 다스린 지 몇 해가 지나 고기(古記)에 이르되, 재위 20여 년이라 하였음은 아마도 붕어할 때 나이 스물 여섯 살을 잘못 전한 것이리라. 재위는 다만 10년뿐이었다. 또 신문왕의 아우가 왕위를 다투었다는 일은 ≪국사≫에 기록이 없어 알 수 없다. 신룡 원년 곧 당 중종(中宗)이 복위한 해로, [신라] 성덕왕 즉위 4년이다. 을사(乙巳) 3월 초 4일에 처음으로 진여원을 개창하니, 대왕이 친히 백료를 거느리고 산에 이르러 전당(殿堂)을 세우고, 아울러 문수보살의 소상(塑像)을 만들어 당 안에 모셨다. (후략)

### 명주오대산보질도태자전기(溟州五臺山寶叱徒太子傳記)
新羅淨神太子寳叱徒與弟孝明太子到河西府世獻角干家一宿, 翌日踰大嶺各領一千人到省烏坪累日逰翫, 太和元年八月五日兄弟同隠入五䑓山. (…) 淨神太子弟副君在新羅争位誅滅. 國人遣将軍四人到五䑓山, 孝明太子前呼萬歳, 即是有五色雲自五䑓至新羅七日七夜浮光. 國人尋光到五䑓, 欲陪两太子還國. 寳叱徒太子涕泣不歸, 陪孝明太子歸國即位. 在位二十餘年. 神龍元年三月八日始開真如院 (…)
신라 정신태자(淨神太子) 보질도(寶叱徒)는 아우 효명태자(孝明太子)와 더불어 하서부(河西府) 세헌(世獻) 각간의 집에 도착하여 하루 밤을 자고 다음날 큰 고개를 넘어 각기 1천 명을 거느리고 성오평(省烏坪)에 도착하여 여러 날을 놀다가 태화(太和) 원년(647) 8월 5일 형제가 함께 오대산(五臺山)으로 숨어 들어갔다. (중략) [이 무렵] 정신태자의 아우 부군(副君)이 신라에 있으며 왕위를 다투다가 죽음을 당하였다. 나라 사람들이 장군 네 사람을 보내 오대산에 이르러 효명태자 앞에서 만세를 부르니, 이에 오색 구름이 있어 오대에서부터 신라에까지 7일 7야 동안 빛이 비치었다. 나라사람들이 그 빛을 찾아 오대산에 이르러 두 태자를 모시고 서울로 돌아가고자 하였다. 보질도태자는 눈물을 흘리며 돌아가지 않으므로, 효명태자만 모시고 서울로 돌아와 왕위에 올랐다. 재위 20여 년인 신룡(神龍) 원년(705) 3월 8일 비로소 진여원을 세웠다. (후략)

## 알천이 등장하는 작품

### TV 드라마
- 《원효대사》 (KBS, 1986년~1986년, 배우:이종만)
- 《삼국기》(KBS, 1992년~1993년, 배우:강민호
- 《연개소문》(SBS 2006년~2007년 배우:김정학)
- 《선덕여왕》(MBC 2009년~2009년 배우:이승효)
- 《계백》(MBC 2011년~2011년 배우:전진기)
- 《대왕의 꿈》(KBS 2012년~2013년 배우:임혁)

## 같이 보기
- 화랑
- 소벌도리
- 최치원
- 선덕여왕
- 진덕여왕
- 태종 무열왕
- 신라 중대

## 참고 문헌
- 신라정치사연구회 (이기백, 이조각, 1974)
- 신라사기초연구(井上秀雄, 東出版, 1974)
- 무열왕권의 성립과 활동 (신형식, 한국사론총 2, 1977)
- 진주소씨대동보(족보)